# Igrzyska olimpijskie niesłyszących
Igrzyska olimpijskie niesłyszących – rozgrywane co 4 lata zawody sportowe, w których uczestniczyć mogą wyłącznie osoby z ubytkiem słuchu nie mniejszym niż 55dB w uchu z mniejszą dysfunkcją narządu słuchu. Warunkiem udziału w zawodach jest dostarczenie audiogramu sportowca. W czasie zawodów zabronione jest korzystanie z aparatów lub implantów słuchowych. 
Reprezentacja Polski wyłaniana jest przez Polski Związek Sportu Niesłyszących.

## Rys historyczny
Letnie Igrzyska Głuchych przeprowadzono po raz pierwszy w 1924 roku w Paryżu, z udziałem 148 niesłyszących zawodników z 9 krajów, między którymi była również Polska. Pierwsze igrzyska zimowe zorganizowano natomiast w 1949 w Seefeld w Austrii. Współcześnie w zawodach startuje średnio 4500 zawodników z ponad 100 państw; liczby te mają tendencję rosnącą. Aż do 2001 oficjalną nazwą imprezy były „Światowe Zawody Głuchych”. Dopiero po tej dacie Międzynarodowy Komitet Olimpijski wyraził zgodę na wprowadzenie nazwy „Deaflympics”.

## Kilka faktów
„Deaflympics” odbywają się w kolejnym roku po letnich Igrzyskach Olimpijskich MKOl. Ostatnie Letnie Igrzyska Niesłyszących odbyły się w 2021, a zimowe w 2023. Najbliższe igrzyska letnie planowane są w 2025, natomiast najbliższe igrzyska zimowe w 2027. 
W odróżnieniu od tradycyjnych zawodów sportowych, sędziowie i zawodnicy porozumiewają się głównie dzięki gestom i sygnałom świetlnym, np. start sygnalizowany jest nie tylko przez gwizd, ale także z wykorzystaniem migających sygnalizatorów znajdujących się na boisku. 
Pierwsze Igrzyska Głuchych przeprowadzono 36 lat wcześniej od pierwszej Paraolimpiady dla niepełnosprawnych sportowców.
W klasyfikacji medalowej dominują sportowcy z Rosji. W 19 zawodach, w których brali udział Polacy, zdobyli oni 167 medali.